# Kapala cynipsea
Kapala cynipsea är en stekelart som först beskrevs av Walker 1862.  Kapala cynipsea ingår i släktet Kapala och familjen Eucharitidae. Inga underarter finns listade i Catalogue of Life.